# Grovern
Grovern är en sjö i Storumans kommun i Lappland och ingår i Umeälvens huvudavrinningsområde. Sjön har en area på 0,081 kvadratkilometer och ligger 634,5 meter över havet.

## Delavrinningsområde
Grovern ingår i det delavrinningsområde (729898-146249) som SMHI kallar för Utloppet av Grovern. Medelhöjden är 670 meter över havet och ytan är 1,28 kvadratkilometer. Det finns inga avrinningsområden uppströms utan avrinningsområdet är högsta punkten. Vattendraget som avvattnar avrinningsområdet har biflödesordning 3, vilket innebär att vattnet flödar genom totalt 3 vattendrag innan det når havet efter 401 kilometer. Avrinningsområdet består mestadels av skog (93 procent). Avrinningsområdet har 0,08 kvadratkilometer vattenytor vilket ger det en sjöprocent på 6 procent.